# María Salgado Bernal
María Salgado Bernal (Salamanca, 29 de agosto de 1982) es una investigadora en virología e inmunología española, coautora del segundo caso de remisión del VIH sin antirretrovirales a partir del trasplante de células madre. 

## Biografía
Salgado se licenció en Biología en 2005 por la Universidad Complutense de Madrid (UCM). En 2008 realizó un Master sobre SIDA y Hepatitis Viral en la UCM. Obtuvo el doctorado en Biología Molecular y Genética por la UCM en 2010, y a continuación pasó 27 meses en la Johns Hopkins University (Baltimore, EE. UU.).
Trabaja como investigadora en el grupo del Dr. Javier Martínez-Picado en la fundación privada Instituto de Investigación del Sida IrsiCaixa. Ha obtenido contratos posdoctorales dentro de los programas Sara Borrell y Juan de la Cierva.
Su línea de investigación está centrada especialmente en la patogénesis del VIH-1 como agente etiológico del SIDA, en modelos de cura funcional del VIH en pacientes que controlan la replicación viral de forma espontánea y en diferentes estrategias de cura del VIH desarrolladas en todo el mundo.
En el año 2018, a partir de investigaciones sobre el trasplante de células madre, descubren que podrían conducir a la erradicación del VIH en el organismo. En el año 2019, es coautora del segundo caso de remisión del VIH sin antirretrovirales a partir del trasplante de células madre.
Realiza labores de divulgación científica.

## Obras
Salgado ha publicado más de 30 artículos en revistas científicas de alto impacto como Annals of Internal Medicine, Blood, Nature Communications, Lancet HIV, Journal of Virology or Retrovirology, Nature, con más de 700 citas recibidas. Ha participado en proyectos colaborativos de financiación europea y estadounidense. También desempeña un papel activo en actividades de divulgación científica.

## Premios y reconocimientos
- Premio Dominique Dormont otorgado por la Sociedad Internacional de Sida (IAS) entregado por la premio nobel que descubrió el VIH, la Dra Françoise Barré-Sinoussi.[13]